# Revisión sistemática

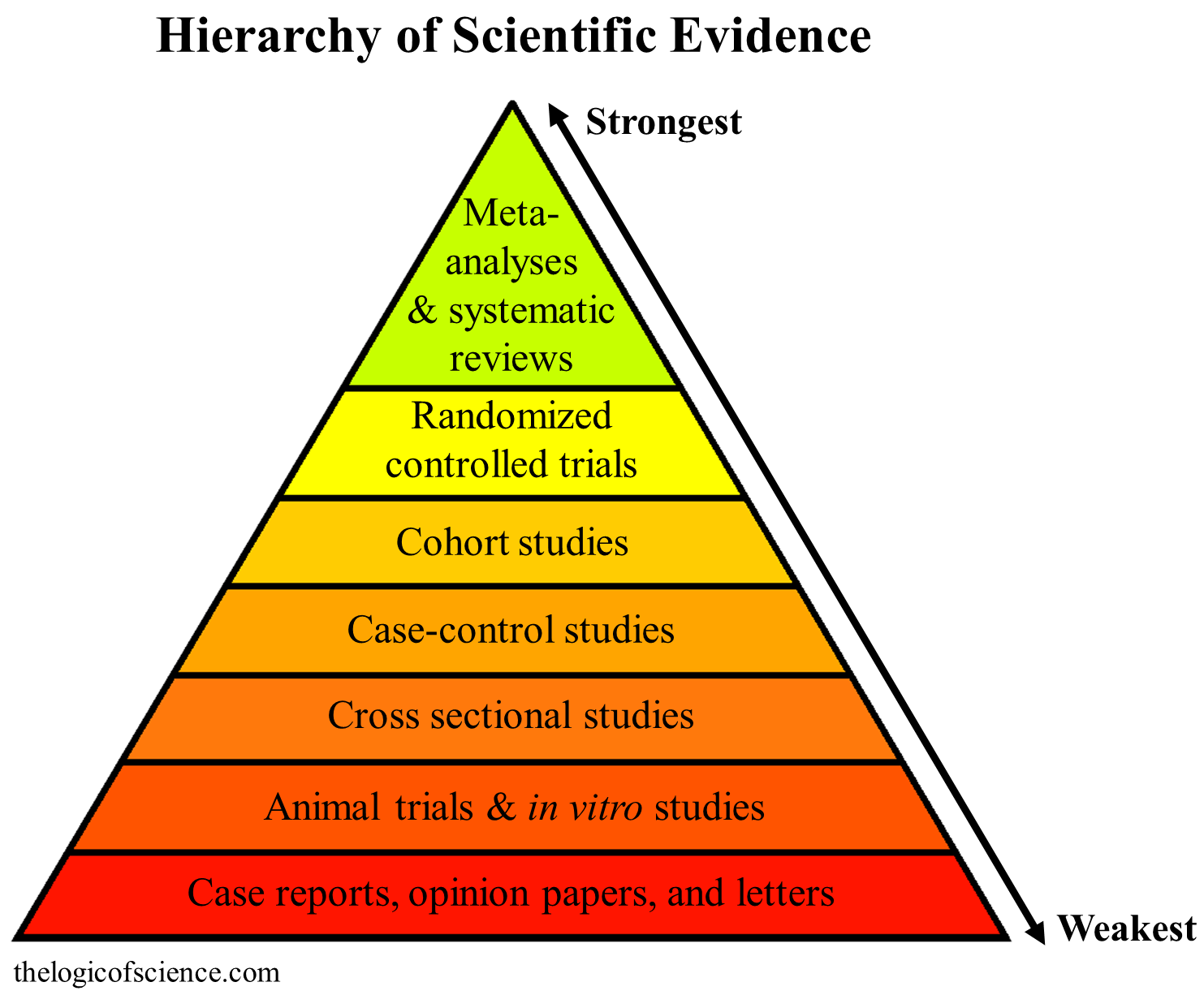
Una revisión sistemática es la forma más alta de conocimiento en ciencia.

Las revisiones sistemáticas son artículos científicos integrativos ampliamente usados en disciplinas del área de la salud que siguen un método explícito para resumir la información que se conoce acerca de determinado tema o problema de salud. Revisan y pueden combinar principalmente ensayos clínicos controlados, que son los estudios primarios. A diferencia de una revisión narrativa, la revisión sistemática proviene de una pregunta estructurada y de un protocolo de investigación previo.
Se podría decir que la finalidad del artículo de revisión sistemática es sintetizar o resumir un determinado tema con el objetivo de reforzar la investigación.
Colaboración Cochrane es la principal organización que produce y financia revisiones sistemáticas. Las revisiones sistemáticas se utilizan en muchas otras disciplinas de las ciencias de la salud como psicología, enfermería, odontología, salud pública, terapia ocupacional, logopedia, terapia física, investigación educativa, sociología, administración, biología e ingeniería, entre otras. Además, la búsqueda de la evidencia se ha desarrollado de manera sistemática con una declaración de los criterios de selección y se ha hecho una evaluación crítica de los artículos primarios y una síntesis basada en la calidad metodológica de los estudios. Cuando una revisión sistemática termina de manera cuantitativa, en un estimador estadístico, se denomina metaanálisis. 
Durach et al. presentan una metodología para revisiones sistemáticas en las ciencias empresariales, ciencias sociales y economía.
El sello distintivo de una revisión sistemática es que busca reducir el sesgo en todas las etapas de revisión. Por ello, es importante que cada revisión se realice de manera cuidadosa y con atención a los detalles. Si bien su calidad puede variar, para ser útiles a otros investigadores o practicantes deben cumplir con los siguientes requisitos:
- Objetivos claramente expuestos con criterios de elegibilidad de estudios a revisar preestablecidos.
- Contar con una metodología explícita y reproducible.
- Realizar una búsqueda sistemática que intente identificar todos los estudios relacionados al tema.
- Una evaluación de la validez de los hallazgos de los estudios incluidos.
- Presentación y síntesis sistemática de las características de los hallazgos de los estudios incluidos.

## Tipos
- Revisión de mapeo/mapa sistemático:	Una revisión de mapeo mapea la literatura existente y clasifica los datos. El método caracteriza la cantidad y la calidad de la literatura, incluso por el diseño del estudio y otras características. Las revisiones de mapeo se pueden utilizar para identificar la necesidad de investigación primaria o secundaria.[6]
- Metanálisis:Un metanálisis es un análisis estadístico que combina los resultados de múltiples estudios cuantitativos. Usando métodos estadísticos, los resultados se combinan para proporcionar evidencia de múltiples estudios. Los dos tipos de datos que generalmente se utilizan para el metanálisis en la investigación en salud son los datos de los participantes individuales y los datos agregados (como las razones de probabilidad o los riesgos relativos).
- Revisión de estudios mixtos/revisión de métodos mixtos	:Se refiere a cualquier combinación de métodos donde una etapa significativa es una revisión de la literatura (a menudo sistemática). También puede referirse a una combinación de enfoques de revisión, como la combinación de investigación cuantitativa con cualitativa.[6]
- Revisión sistemática cualitativa/síntesis de evidencia cualitativa	Este método integra o compara hallazgos de estudios cualitativos. El método puede incluir "codificar" los datos y buscar "temas" o "construcciones" en los estudios. Múltiples autores pueden mejorar la "validez" de los datos al reducir potencialmente el sesgo individual.
- Revisión rápida	Una evaluación de lo que ya se sabe sobre un problema de política o práctica, que utiliza métodos de revisión sistemática para buscar y evaluar críticamente la investigación existente. Las revisiones rápidas siguen siendo una revisión sistemática, sin embargo, se pueden simplificar u omitir partes del proceso para aumentar la rapidez. Durante la pandemia de COVID-19 se utilizaron revisiones rápidas.[7]
- Revisión sistemática	Una búsqueda sistemática de datos, utilizando un método repetible. Incluye la evaluación de los datos (por ejemplo, la calidad de los datos) y una síntesis de los datos de la investigación.
- Búsqueda y revisión sistemática	Combina métodos de una 'revisión crítica' con un proceso de búsqueda integral. Este tipo de revisión generalmente se usa para abordar preguntas amplias para producir la síntesis de evidencia más adecuada. Este método puede o no incluir la evaluación de la calidad de las fuentes de datos.
- Revisión sistematizada	Incluye elementos del proceso de revisión sistemática, pero la búsqueda a menudo no es tan exhaustiva como una revisión sistemática y es posible que no incluya evaluaciones de calidad de las fuentes de datos.

## Resúmenes de evidencia
Las revisiones sistemáticas suelen ser documentos largos y técnicos, cuya utilización puede resultar difícil al momento de tomar decisiones. Por ello, se realizan resúmenes de evidencia, que son documentos breves que describen los principales hallazgos de las revisiones sistemáticas. Se ha planteado analizar si los resúmenes de evidencia ayudan a los formuladores de políticas a utilizar la evidencia obtenida de las revisiones sistemáticas, a la vez que se ha propuesto identificar mejores maneras de presentar los resúmenes con el fin de aumentar la utilización de los mismos.